# 鬥部
鬥部，為漢字索引中的部首之一，康熙字典214個部首中的第一百九十一個（十劃的則為第五個）。就繁體和簡體中文中，鬥部歸於十劃部首。鬥部將上方及左右包合起來，形成半包圍結構為部字。且無其他部首可用者將部首歸為鬥部。

## 部首單字解釋
- 補充：

1.打架、對打、對爭。
2.較量、比賽。
3.相對、相接合、遇合。
4.惹、逗引，通逗。
5.湊集。
6.姓。
- 補充：而在《康熙字典》中的解釋為：「《唐韻》都豆切《集韻》丁𠋫切，音鬬。《說文》兩士相對，兵杖在後，象鬥之形。《廣韻》凡從鬥者，今與門戸字同。《字㝈》鬥右音戟，𩰊字從手，手有所執，左音掬，𩰋字反𩰊，執物則一。又《集韻》克角切，音搉。鬭也。」

## 不同地區標準寫法
「鬥」的異體字包括「鬪」、「鬭」（而「鬭」字也有其他意義）等。香港、日本、韓國將「鬪」定為標準字，後來日本將「闘」作為「鬪」的新字體，但其餘未類推處理。台灣將「鬥」定為標準字，中國內地、新加坡、馬來西亞的簡化字則將「鬥」合併入「斗」字。

## 字形

甲骨文
大篆
小篆

## 名稱
- 漢語：部（拼音：dòu bù，注音：ㄉㄡˋ ㄅㄨˋ）
- 日本：（tatakaigamae）、（tougamae）
- 韓国：（ssa'ul tubu）
- 越南语： （部鬥）
- 英文：Radical fight 或 Radical 191

## 部首字
- 中古音
  - 廣韻 - 都豆切、候韻、去声
  - 詩韻 - 宥韻、去声
  - 三十六字母 - 端母
- 漢語現代音
  - 普通話／國語 - 拼音：dòu；注音：；韦氏拼音：tou4
  - 粵語 - 粤拼：dau3；耶魯式：dau3
- 日語
音：（to，漢音、吳音）
訓：（tatakau）
- 朝鮮語
音：（tu）
訓：（ssa'ul）

## 字例
（依Unicode排名）
| 除部首外之筆劃 | 字例 -{ |
| -------------- | ------- |
| 0              | 鬥      |
| 4              | 鬦      |
| 5              | 鬧      |
| 6              | 鬨      |
| 8              | 鬩      |
| 10             | 鬪䰗    |
| 11             | 䰘𩰘    |
| 12             | 鬫      |
| 14             | 鬭鬬    |
| 16             | 鬮 }-   |